# Escuela de Relaciones Internacionales Walter Hines Page
La Escuela de Relaciones Internacionales Walter Hines Page (en inglés: Walter Hines Page School of International Relations) fue un instituto de investigación que formaba parte de la Universidad Johns Hopkins en Baltimore, Maryland, Estados Unidos. Inició operaciones oficiales en 1930, aunque tuvo problemas para conseguir financiación suficiente, y fue dirigida en diferentes momentos por John Van Antwerp MacMurray, Frederick S. Dunn y Owen Lattimore. La escuela llegó a su fin en 1953 como parte de una reorganización universitaria y posiblemente también debido a las acusaciones como parte del temor rojo contra Lattimore.

## Orígenes
La planificación de la escuela comenzó en 1924, y la escuela se ubicaría en la Universidad Johns Hopkins en Baltimore. Lleva el nombre del difunto diplomático estadounidense Walter Hines Page, quien había sido uno de los primeros becarios de filología en la historia de la universidad. La escuela fue concebida como un monumento a su vida por parte de sus familiares, que había ganado en estatura tras la publicación de La vida y cartas de Walter Hines Page en 1922.  Uno de los primeros defensores de la escuela fue el almirante de la Marina de los Estados Unidos William S. Sims, que había compartido una visión del mundo con Page. Entre los primeros partidarios de la idea se encontraban el industrial Owen D. Young y el político George L. P. Radcliffe. El vicepresidente de los Estados Unidos, Charles G. Dawes, entregó a la escuela su parte del Premio Nobel de la Paz de 1925, una donación que ascendió a unos 15.775 dólares.
Sin embargo, conseguir financiación para la escuela fue un problema, y las cantidades recaudadas anteriormente se agotaron con la caída del mercado de valores de 1929. La escuela no comenzó a funcionar oficialmente hasta 1930, momento en el que la recaudación de fondos había aportado sólo 300 000 dólares de una meta prevista de 1 millón de dólares. Bajo la presidencia universitaria de Joseph Sweetman Ames, la Escuela de Relaciones Internacionales Walter Hines Page se organizó como una división de Johns Hopkins.
En ese momento, las universidades estadounidenses apenas comenzaban a ver las relaciones internacionales como una materia de programas de estudio formales. El objetivo de la nueva institución era realizar investigaciones sobre una amplia gama de temas y comportamientos relacionados con las relaciones entre estados. La escuela tenía como objetivo analizar los problemas específicos que enfrentaba la política exterior estadounidense, y también existía la idea de que la investigación producida podría brindar a la humanidad alguna orientación para encontrar la paz mundial. La escuela tenía planes ambiciosos, entre ellos la creación de una cátedra de derecho internacional, teoría de la diplomacia, finanzas internacionales y política comercial. La Escuela Page fue uno de varios institutos de este tipo que se crearon durante los años de entreguerras, siendo otros dos ejemplos conocidos la Escuela de Derecho y Diplomacia Fletcher de la Universidad Tufts y el Instituto de Estudios Internacionales de la Universidad Yale.

## Actividades e influencia
El director inicial de la Page School fue el diplomático estadounidense John Van Antwerp MacMurray, quien permaneció oficialmente en el cargo hasta 1936. El estudioso de derecho internacional Frederick Sherwood Dunn fue el secretario ejecutivo de la escuela de 1929 a 1935, y Dunn fue efectivamente director de la escuela a mediados de la década de 1930, cuando MacMurray fue llamado a desempeñar funciones diplomáticas en los países bálticos.
Parte del énfasis inicial de la escuela estaba en las relaciones europeas. Quizás el trabajo inicial más conocido de la Escuela Page fue el libro de Albert K. Weinberg de 1935 Manifest Destiny: A Study of Nationalist Expansionism in American History. Pero la escuela ya tenía un déficit en 1932, y al no poder adquirir nuevas fuentes de fondos y al carecer de recursos suficientes, Dunn se fue.
El orientalista Owen Lattimore fue director de la escuela de 1939 a 1953, excepto los años 1941 a 1944, que pasó en China. El personal de la escuela estaba formado principalmente por profesores experimentados y estudiantes postdoctorales. Bajo Lattimore, la dirección de la escuela cambió para centrarse en los Estudios Orientales y especialmente en la sinología. Alrededor de 1950 hubo un esfuerzo importante que enfatizó los Estudios Mongoles. Un relato describió la escuela en ese momento como «una oficina de investigación asiática», que no era lo que los líderes de Johns Hopkins ni los herederos de Page habían imaginado.

## Fin
En 1950, Johns Hopkins adquirió la anteriormente independiente Escuela de Estudios Internacionales Avanzados (SAIS por sus siglas en inglés), con sede en Washington D. C.. En ese momento, el presidente de Johns Hopkins, Detlev Bronk, dijo que había poca superposición entre las dos escuelas. Dio la casualidad de que SAIS estaba más cerca de la intención original de la Escuela Page que lo que estaba la Escuela Page bajo Lattimore en ese momento.
Mientras tanto, el macartismo se había afianzado, y en 1950 se atacaron a Lattimore como un supuesto agente de la Unión Soviética, lo que finalmente resultó en que Lattimore fuera acusado de cargos federales de perjurio en 1952 y tuviera que ausentarse de la universidad.
Se tomaron medidas para «descontinuar» la Escuela Page en 1953, como parte de lo que Bronk denominó «una serie de medidas que se están tomando en la universidad para simplificar su estructura académica». Entre los académicos, las opiniones han divergido sobre el fundamento completo del cierre de la escuela. Uno ha declarado que ya se había tomado la decisión de cerrar la escuela y que no tenía nada que ver con las controversias que rodeaban a Lattimore, y algunos académicos más repitieron esa afirmación sin necesariamente respaldarla. Otro ha dicho que «parecía ser una expresión de crítica a Lattimore» por parte de la administración y los administradores de Johns Hopkins. Otro más ha sugerido que el cierre posiblemente «tenía la intención de enojar a Lattimore para que renunciara sin necesidad de ser despedido». Independientemente de las razones, el cierre de la escuela no provocó muchas protestas. (Los cargos de perjurio contra Lattimore fueron posteriormente desestimados por los tribunales o retirados por el gobierno. Si bien la universidad nunca desestimó a Lattimore, efectivamente redujo su estatus allí, y varios años más tarde partió para ocupar un puesto en Inglaterra.)
En cualquier caso, ha habido la impresión general de que en Johns Hopkins, la Escuela Page fue efectivamente suplantada por SAIS, que posteriormente pasó a ser conocida como la Escuela de Estudios Internacionales Avanzados Paul H. Nitze.

## Lectura adicional
- Lewis, Lionel S. (1993). The Cold War and Academic Governance: The Lattimore Case at Johns Hopkins. Albany: State University of New York Press.